# Inscrição bilingue

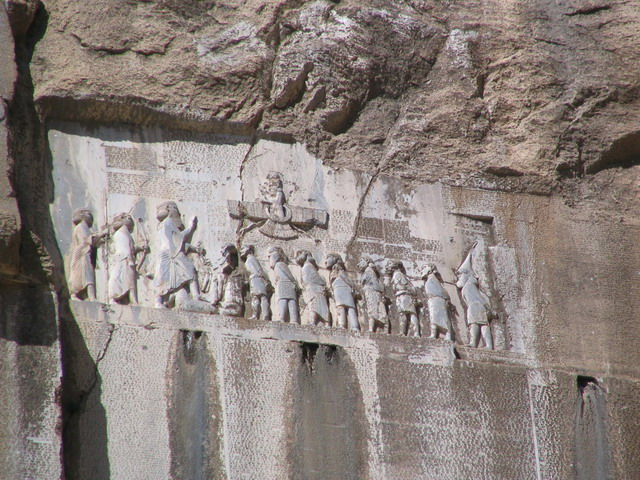
Inscrição multilíngue do tempo de Dario I

Em epigrafia, uma inscrição bilingue ou inscrição bilíngue é uma inscrição escrita em duas línguas (dir-se-á trilingue ou trilíngue no caso de três línguas, etc.). Tais inscrições são importantes para a decifração de antigos sistemas de escrita.
Alguns exemplos:
- Pedra de Roseta, que contém três parágrafos com o mesmo texto: o superior está na forma hieroglífica do egípcio antigo, o trecho do meio em demótico, variante escrita do egípcio tardio, e o inferior em grego antigo[1]
- Inscrição de Beistum, em persa antigo, elamita, e língua babilónica, uma forma tardia da língua acádia
- Inscrição de Letoon, em lício padrão ou lício A, grego antigo e aramaico
- Inscrições de Caratepe, em luvita fenício e hieroglífico
- Inscrição de Amato, em eteocipriota e grego
- Lâminas de Pirgos, em etrusco e fenício
- os arquivos maias com o alfabeto de Landa, em escrita maia e castelhano